# Bělokřídlec luční
Bělokřídlec luční (Siona lineata) je druh motýla z čeledi píďalkovitých (Geometridae). Tento druh byl poprvé popsán Giovannim Antoniem Scopolim v roce 1763 v díle Entomologia Carniolica.

## Popis
Bělokřídlec luční má rozpětí křídel 35–40 mm. Křídla jsou bílá nebo krémová s tmavými žilkami. Spodní strana křídel je tmavěji žilkovaná a často má i příčnou černou linii. S postupujícím stářím se barva křídel mění z krémové na bílou.
Samci mají štíhlé tělo a mírně zakřivené břicho. Samice jsou robustnější, s výraznějšími černými liniemi na břiše. Tykadla jsou nitkovitá, typická pro motýly z čeledi píďalkovití.

## Rozšíření a biotop
Bělokřídlec luční se vyskytuje v celé Evropě včetně České republiky, kde je poměrně vzácný. Obývá především teplejší lokality s travnatými plochami, jako jsou louky, pastviny nebo lesní okraje. Dále se vyskytuje ve střední Asii, na Sibiři, v oblasti Kavkazu a v částech Ruska.
Tento motýl obývá travnaté plochy, pastviny, otevřené lesy, vápencové a křídové stepi.

## Biologie
Motýl létá ve dne, většinou v jedné generaci, od května do června. Housenky se živí různými druhy bylin, jako jsou dobromysl obecná (Origanum majorana), tomka vonná (Anthoxanthum odoratum), řebříček obecný (Achillea millefolium) nebo pelyněk pravý (Artemisia absinthium). Kuklí se v kokonu připevněném k rostlinám nebo k travním stéblům.

## Galerie

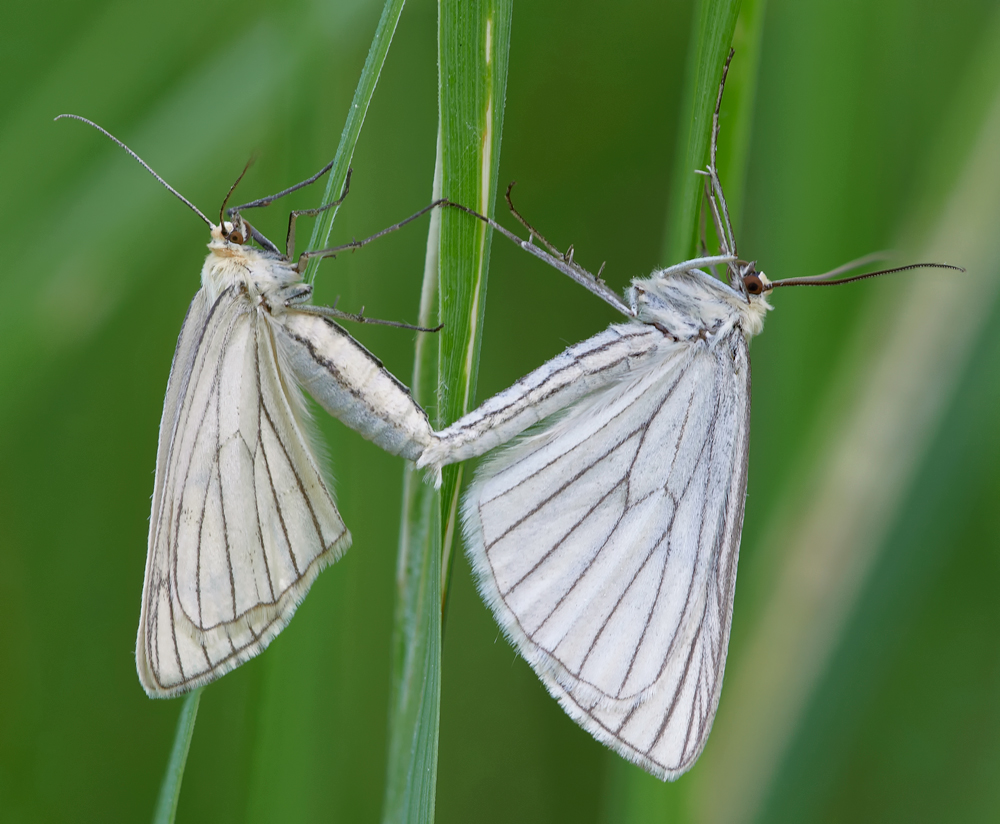
Páření
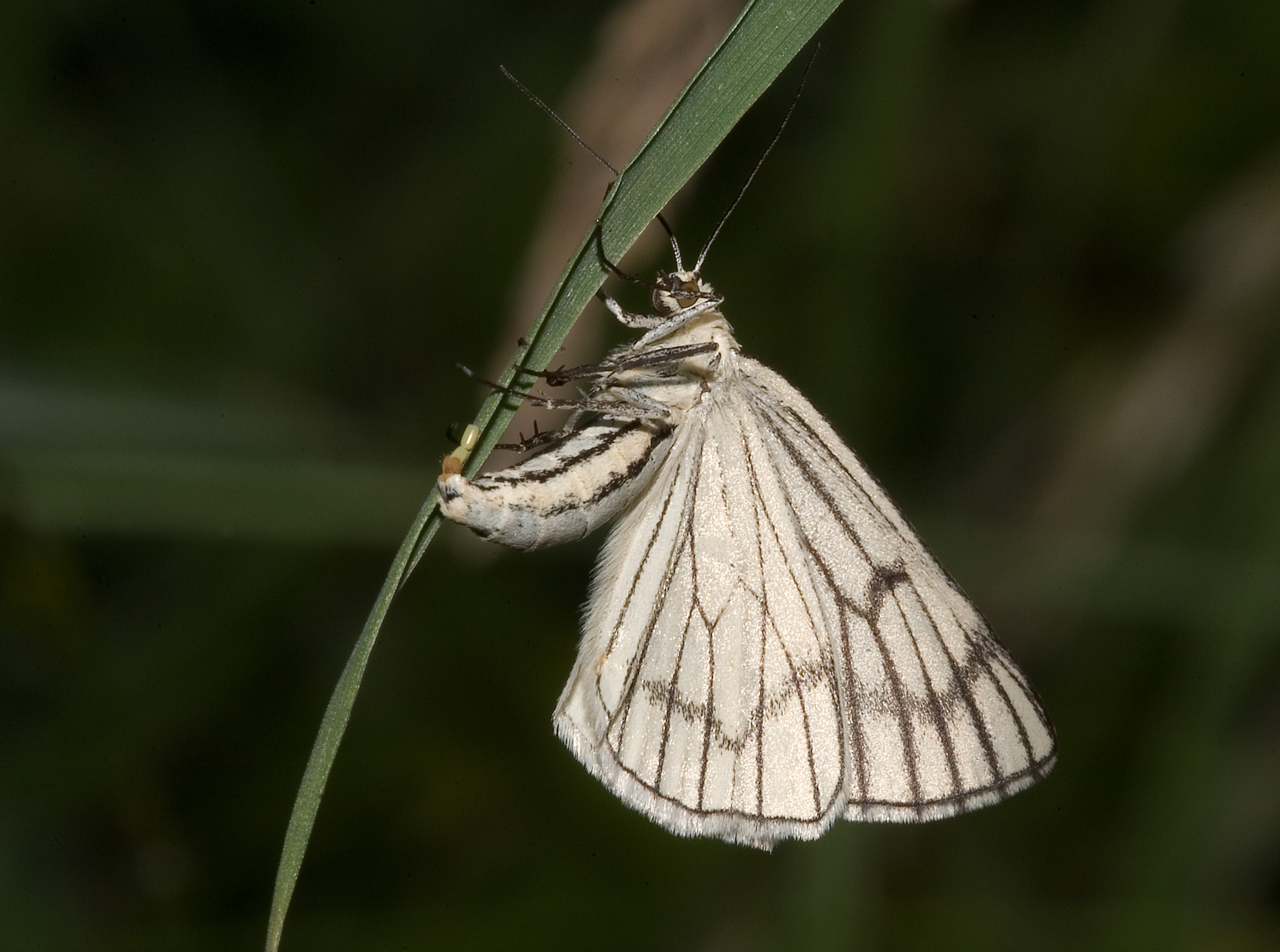
Samice kladoucí vajíčka
- Video klip